# Jaime González Vidal
Jaime González Vidal, nacido un 15 de abril de 1977, es un exfutbolista y entrenador de futbol chileno. A partir de su trayectoria deportiva, el exfutbolista pasó por clubes como O’Higgins en el cual debutó “en O’Higgins formó una dupla terrible con Mario Núñez. Entre los 2 metieron 57 goles en el torneo de 1999” 
El futbolista tuvo una adaptación rápida en el futbol nacional e internacional, siendo que a temprana edad el elenco Bari de Italia que por ese entonces militaba en la Serie A (máxima competición de Italia) se interesó por el joven futbolista, “Fue una historia especial. A los 17 jugaba en el barrio y a los 20 estaba yéndome a Europa. No hice cadetes, porque me probé a los 18 hice un año de juvenil y empecé a jugar al tiro” .
Jaime González al terminar su carrera de futbolista se alejó del ámbito deportivo y se dedicó al rubro del turismo donde posee propiedades para el descanso. “Tengo propiedades para turismo, cabañas y todo lo que tenga que ver con vacaciones en El Quisco. La base que recibí de mi familia fue súper importante, ya que ellos siempre fueron ordenados con las platas y eso me lo traspasaron. Cuando llegó el dinero del futbol, me dediqué a invertir”
Trayectoria deportiva
En 1997, el club O’Higgins de Rancagua integró a Jaime al plantel profesional, antes de su traspaso al Club Social y Deportivo Colo Colo. En su última temporada como jugador de O’Higgins, en 1999, su desempeño impresionó a los hinchas del club de la Sexta Región, ya que, junto a su dupla Mario Núñez en la delantera, anotaron un total de 57 goles “Mario Núñez, quien, con 34 goles, se transformó en el máximo goleador del cuadro y del torneo de Primera División de ese año. Núñez, en conjunto con Jaime González, que marcó 23 goles, conformaron una de las duplas más goleadoras en la historia del fútbol chileno” .
En los últimos años de su carrera profesional, jugó en el Club Audax italiano (2004–2006), donde llegó a la final del Torneo Apertura, que perdió contra Colo Colo. Luego de finalizar su paso por los itálicos, firmó con el club Huachipato (2007–2008), afirma ser su último equipo antes de retirarse, con apenas 31 años.
Post retiro
Después de retirarse como jugador profesional, asumió la dirección técnica del Club San Antonio Unido en el año 2011, que en ese entonces competía en la Tercera División A. El equipo obtuvo, en la temporada 2010/2011, un total de 25 puntos, lo que lo convirtió en el tercer equipo con mejor rendimiento de su división. El club de la provincia de San Antonio logró sumar de a tres puntos en ocho ocasiones, tanto de local como de visitante.
Más adelante, el exfutbolista invirtió en propiedades y estableció centros de veraneo en la comuna de El Quisco. Actualmente, está a cargo de sus negocios como empresario turístico. En su tiempo libre, algunos de sus excompañeros de fútbol lo visitan. Jaime lleva una vida tranquila, comparte con sus hijos, se reúne con sus amigos para jugar pool o cartas y, ocasionalmente, juega fútbol.

## Clubes

### Como jugador
| Club                 | País   | Año       |
| -------------------- | ------ | --------- |
| O'Higgins            | Chile  | 1997-1999 |
| Colo-Colo            | Chile  | 2000      |
| Bari                 | Italia | 2000-2001 |
| Universidad Católica | Chile  | 2001      |
| Bari                 | Italia | 2002      |
| Universidad Católica | Chile  | 2002      |
| Cobreloa             | Chile  | 2003      |
| Audax Italiano       | Chile  | 2004-2006 |
| Huachipato           | Chile  | 2007-2008 |

### Como técnico
| Club              | País  | Año  |
| ----------------- | ----- | ---- |
| San Antonio Unido | Chile | 2011 |

## Palmarés

### Campeonatos nacionales
| Título           | Club     | País  | Año    |
| ---------------- | -------- | ----- | ------ |
| Primera División | Cobreloa | Chile | 2003-A |
| Primera División | Cobreloa | Chile | 2003-C |